# Epagoge xanthomitra
Epagoge xanthomitra là một loài bướm trong họ Tortricidae. Chúng thường được tìm thấy ở Java.